# Pintura del Virreinato de Nueva España
Se denomina pintura del Virreinato de la Nueva España, pintura novohispana o pintura virreinal al desarrollo del arte pictórico dentro del territorio mexicano durante los siglos XVI, XVII y XVIII; entre la conquista y la independencia.
La pintura tuvo un notable crecimiento en la época de la colonización. En principio se enfocó en temas e imágenes religiosas, las cuales tendrían como finalidad ejercer su influencia en modificar la ideología e identidad de los pobladores, doblegando su fe, y que fuera impuesto el pensamiento y fe cristiana en el proceso conocido como evangelización en la Nueva España. 

La pintura mural y la realizada sobre tabla, lienzo o cobre a lo largo de los tres siglos en los que una buena porción de este continente formó parte del imperio español, fue uno de los vehículos más utilizados para la transmisión del ideario religioso y político en los que se asentaría la nueva sociedad.

## Cronología de la pintura novohispana

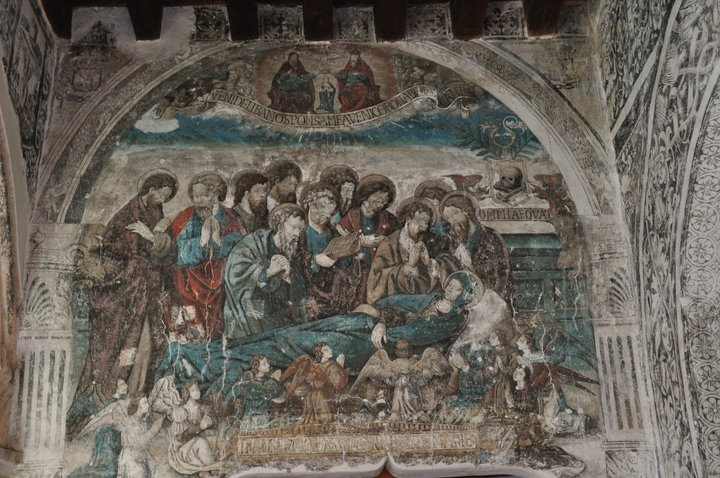
Fresco que muestra el “Tránsito de la Virgen”, en el exconvento de San Andrés, Epazoyucan,.

### sigloXVI
En el siglo XVI hubo una enorme necesidad para decorar templos y conventos, primero con decorados de flores en mosaicos, denominado pétatl, pero el resultado era de una duración muy corta. También se usaron mosaicos de plumas, pero también era una decoración temporal, pues era susceptible a los parásitos. Por esta razón, se optó por la pintura; y los conventos se convertirían también en centros y talleres para que los naturales aprendieran estas técnicas. Fray Pedro de Gante fundó así una Escuela de Artes y Oficios en la Capilla de San José de los Naturales.
Algunos de los primeros ejemplos de pintura en la Nueva España se pueden observar en los murales de los conventos; en estos se combinan frescos similares a los realizados en Europa durante el medioevo o el Renacimiento, sobre todo de estos segundos. En estos frescos predominaban los colores blanco y negro, aunque a veces también el rojo, ocre y sepia. Este tipo de murales generaba un estilo decorativo casi místico, que era particularmente adecuado para los espacios en los que se practica el culto y la espiritualidad.

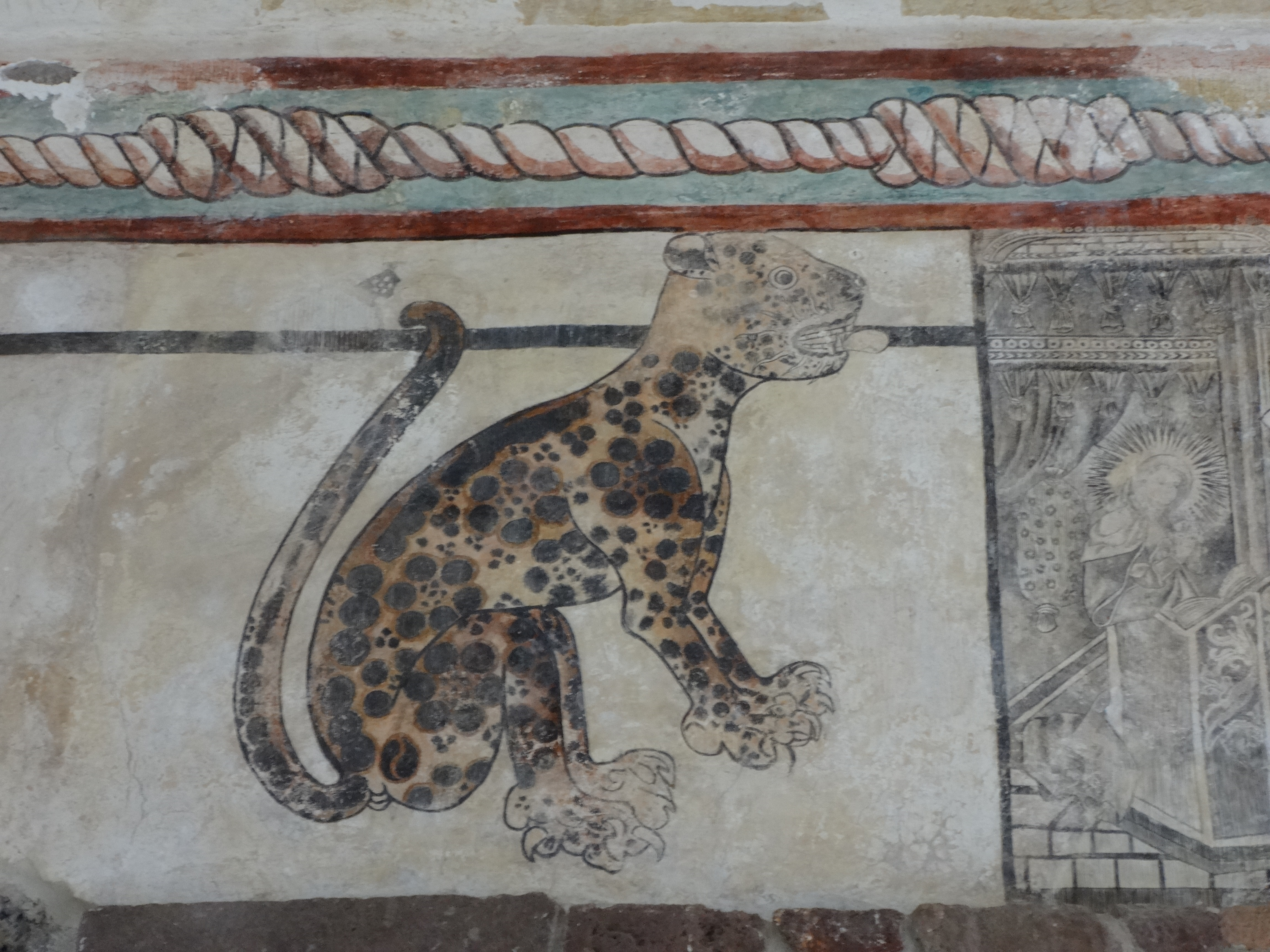
Fresco de jaguar en el interior del Ex-convento franciscano de San Juan Bautista, Cuautinchán

Hubo excepciones a los conventos monocromos, como es el caso del claustro en Epazoyucan, en Hidalgo, los cuales se caracterizan por ser coloridos y emotivos; los episodios de estos murales pudieron haber estado basados en los grabados que llegaron a la Nueva España. Asimismo, las obras murales en el coro del Templo de Tecamachalco, que se le atribuyen a Juan Gerson —pintor indígena que había sido confundido con un pintor flamenco—, están llenas de color.
Clara Bargellini señala que es común ver en los primeros conventos, pintura mural relacionada con el mundo prehispánico, debido a que las primeras generaciones de frailes, formados en el humanismo renacentista de Erasmo, estuvieron dispuestos a vincularse con los conversos. Particularmente en la Nueva España, donde los frailes controlaban la organización social en el siglo XVI, era posible dar rienda suelta a sus ideales utópicos. En general, en toda América Latina, los frailes configuraron la pintura futura.
La Casa del Deán, en Puebla, conserva La Cabalgata de las Sibilas y Los Triunfos de Petrarca que constituyen las únicas pinturas murales civiles del siglo XVI novohispano que han llegado hasta nuestros días.
En términos convencionales de historia del arte, el estilo de las obras creadas durante el primer periodo colonial del continente americano, y el vocabulario ornamental que las acompañó, corresponden con lo que se usaba en España por entonces: una mezcla de tradiciones de la Baja Edad Media y del Renacimiento.

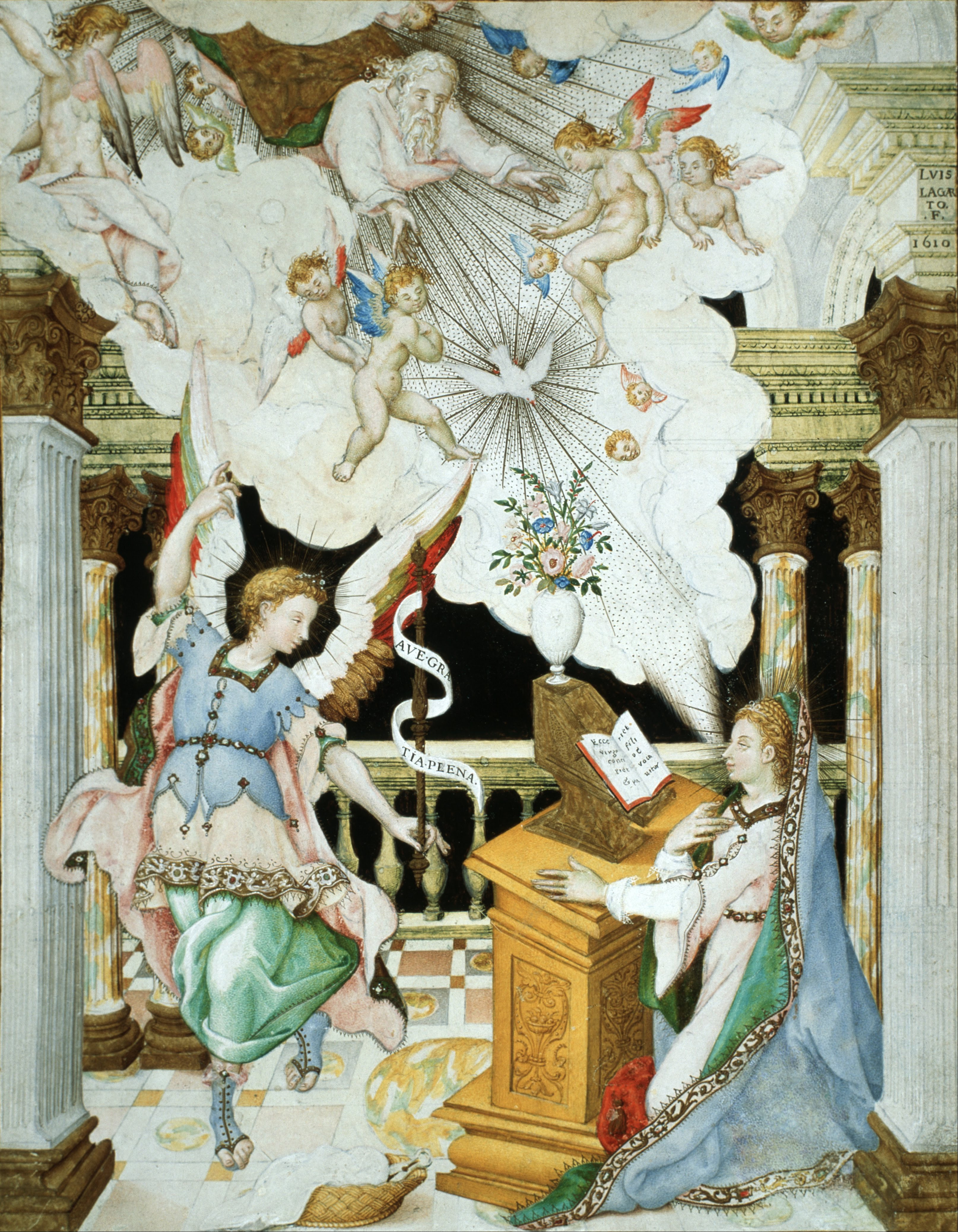
Luis Lagarto, La Anunciación. Obra ubicada en el Museo Nacional de Arte, Ciudad de México

#### Primeros pintores europeos
Fue tan apremiante la necesidad de imágenes en la Nueva España, que pocos años después de la caída de Tenochtitlan, llegaron los primeros pintores. El primero en llegar, fue Cristóbal de Quesada, quien partió de su patria en abril de 1535; sin embargo, no se conserva ninguna de sus obras.
Juan de Illescas llegó a la Nueva España en 1548. Realizó parte de su trabajo en la catedral de Puebla donde realizó una representación de la Cena con los doce apóstoles, una Concepción, entre otras obras. En 1556 se convirtió en veedor y más tarde se trasladó a Quito y a Lima.
Otro pintor relevante en la Nueva España fue el flamenco Simón Pereyns (c. 1530 - c. 1600), quien llegó al territorio novohispano en 1566 junto con el virrey Gastón de Peralta. Pintó el Retablo de Nuestra Señora de la Merced en la antigua catedral de México, como condena por delitos que el Santo Oficio le adjudicó. Realizó otras obras relevantes, como las pinturas de los retablos en los templos franciscanos de Tula, Huejotzingo y Tepeaca; así como en los templos agustinos de Ocuilan, Malinalco y Míxquic. Las únicas obras que se conservan de Pereyns son un San Cristóbal (1588) en la Catedral de México y los lienzos del retablo de Huejotzingo, realizados en 1586.
Por su parte, Andrés de la Concha —pintor sevillano—, llegó a América en 1568. Su obra se desarrolló en Oaxaca, particularmente en los conventos dominicos. Realizó obras para los retablos de los templos de Yanhuitlán y Coixtlahuaca, alrededor de 1575, y también en Teposcolula en 1580. Realizó una pintura de Santa Cecilia, una representación poco realizada en la Nueva España.
El andaluz Luis Lagarto se instaló en la Nueva España hacia 1585, pintó imágenes sacras al acuarela sobre vitela y trabajó como iluminador de capitulares de más de cien libros pertenecientes al coro de la Catedral de Puebla. 

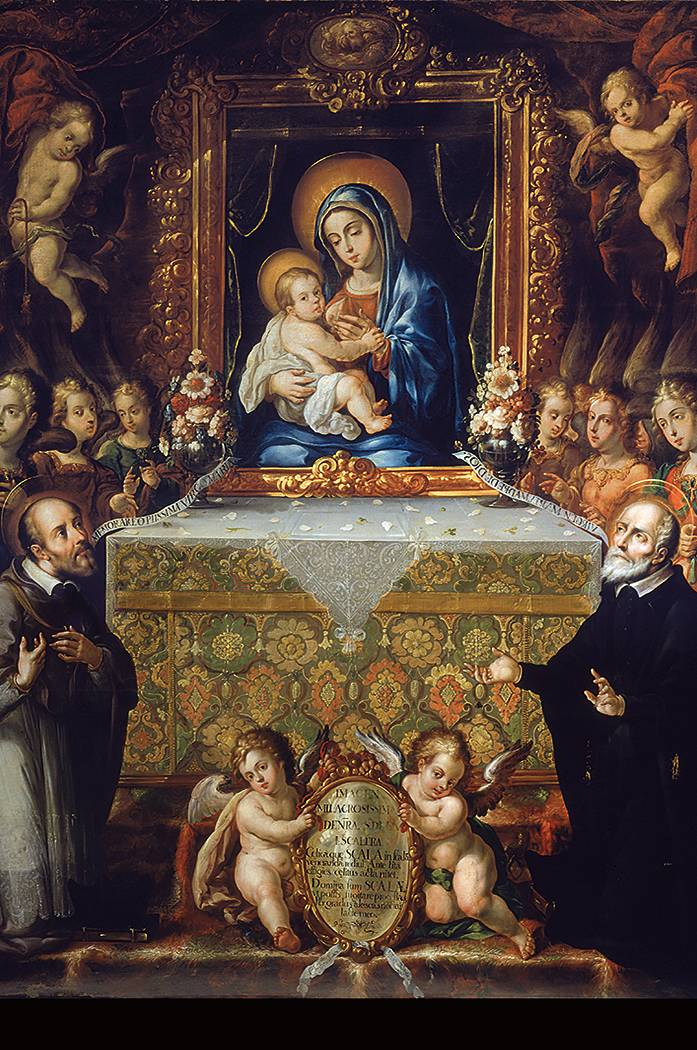
Cristóbal de Villalpando, Virgen de la Escalera, c. 1690, Pinacoteca de La Profesa, Templo de San Felipe Neri, Ciudad de México

### sigloXVII
En el siglo XVII se consolidaron algunas de las tradiciones y los cánones pictóricos occidentales de la Nueva España. Durante ese siglo siguieron llegando, importados de Europa, estilos naturalistas y el claroscuro del barroco italiano. Asimismo, Francisco de Zurbarán se convirtió, a través de sus alumnos, en uno de los pintores más influyentes en las técnicas que se generaron en el territorio virreinal.
También llegaron copias de pintores como Caravaggio y Rubens que se plasmaron en algunos templos, como es el caso del Retablo colateral de Los apóstoles en el Templo de San Bernardino en Xochimilco, que tiene en el centro una copia de La crucifixión de san Pedro, de Caravaggio. En la pintura, el barroquismo se manifestó a través de la representación de emociones y de la realidad visible.
Algunos de los pintores novohispanos más representativos del siglo XVII, fueron:
- Baltasar de Echave Orio “el viejo” (1548 - c. 1620)
- Alonso López de Herrera (c. 1580 - 1648)
- Baltasar de Echave Ibía (1583-84? -1644)
- Luis Juárez (c. 1585 - 1639)
- Sebastián López de Arteaga (1610 - 1656)
- Baltasar de Echave Rioja
- Juan Correa (1646 - 1716)
- Cristóbal de Villalpando (c. 1649-1714)

### sigloXVIII
En palabras de Justino Fernández, la pintura entra en una decadencia durante el siglo XVIII. Sin embargo, por otro lado, en algunas obras "late un espíritu nuevo alejado del modelo europeo que indica otras modalidades de nuestra pintura criolla."
Algunos de los pintores más representativos del siglo XVIII en la Nueva España:
- José de Ibarra
- Miguel Cabrera
- José de Alcíbar
- Juan Rodríguez Juárez
- Juan Patricio Morlete
- María Guadalupe de Moncada y Berrio
- Andrés López

Otras manifestaciones importantes de la pintura novohispana del siglo XVIII se dio en dos géneros denominados Pintura de castas y el Retrato de monjas coronadas, los cuales en ocasiones fueron realizados por pintores anónimos y otras más por autores reconocidos.
El género de pintura de castas se dio, en parte, por la rígida estructura social que existía, basada en la separación de la “república de los españoles” y la “república de indios”, que tuvo en el mestizaje una de sus manifestaciones más evidentes y complejas. Las llamadas castas estaban formadas por individuos nacidos como fruto de estas “mezclas”, y configuraban una numerosa población de difícil adscripción. A principios del siglo XVIII nace este género pictórico, típicamente americano y novohispano. Estas pinturas tenían como protagonistas a los integrantes de esta compleja sociedad.
En el caso de los retratos de monjas coronadas, estos constituyen una de las manifestaciones más representativas del esplendor, la complejidad y el artificio de la sociedad novohispana. Estos retratos mostraban algunos de los eventos más importantes de la vida de las monjas: la iniciación, la profesión como monja y la muerte. Las monjas eran representadas con coronas de flores, palmas de flores, vestimentas suntuosas y adornos coloridos.

## Características de la pintura novohispana
Toussaint señala que en el siglo XVI se forjó una pintura novohispana de carácter cristiano-indígena, la cual "no puede ser considerada como la mezcla o fusión del arte indígena con el arte del renacimiento español", pues no hubo un intercambio creativo, sino que se fue adaptando a través de las manos de los indígenas que participaron en la creación de los primeros murales.
La participación de los pintores indígenas fue preponderante en los murales, por lo que desarrollaron la técnica del fresco. Asimismo tuvo una gran importancia la expresión artística iconográfica. A la técnica del fresco se le conocía como "pintura de romano". En este tipo de piezas, donde la mano indígena es visible, también se pueden apreciar las ideas residuales de los murales prehispánicos, aunque la temática sea cristiana.
Durante los siglos XVII y XVIII, por otro lado, el barroco permitió la expresividad y la experimentación, lo que permitió obras pictóricas asombrosas. "El resultado de este deseo por apartarse de los cánones clásicos y renacentistas se materializó en una pintura colmada de diversos recursos técnicos y en la que convergen diferentes elementos de tendencias o estilos previamente cultivados." La pintura también tenía que adaptarse a la arquitectura y los espacios de los templos.

## Influencias artísticas
El arte durante el virreinato novohispano tiene diversas influencias importantes: la italiana, protagonizada por pintores del Renacimiento tardío; el manierismo de la corriente flamenca que llegó a través de pinturas, grabados, estampas y libros ilustrados. España fue el crisol de la pintura flamenca e italiana, la cual "supo darle a todo originalidad, fuerza y carácter". Sin embargo, conforme el arte novohispano floreció, la influencia directa de los pintores europeos fue decayendo, surgiendo modalidades distintas del arte.
Diego Prieto Hernández señala que la pintura novohispana tomó de la escuela pictórica flamenca, su gran expresividad, así como el uso de texturas, el manejo de las escalas reducidas y un efecto visual audaz. Uno de los pintores flamencos más influyentes en la pintura novohispana (y también en otros virreinatos) fue Rubens, debido a que el comercio entre Flandes y España tuve auge a partir de 1585, por lo que llegaron muchas pinturas y grabados del taller del maestro flamenco.
En la Nueva España también fue importante la influencia de Francisco de Zurbarán (1598-1644). Asimismo, existieron dos copias de la obra de Caravaggio, lo que habla de la influencia italiana en el Nuevo Mundo.